# Boerengatbrug
De Boerengatbrug is een basculebrug in de Maasboulevard in de Nederlandse stad Rotterdam. De over het Boerengat gelegen brug heeft een doorvaartbreedte van 14,25 meter en de doorvaart is 4,70 meter hoog.
Deze brug wordt lokaal bediend vanwege de verkeersdrukte van het landverkeer.
De brugwachter bedient meerdere bruggen, waardoor wachttijden kunnen ontstaan. De brug kan per marifoon worden opgeroepen. Er is geen bediening wanneer de waterkering gesloten is en ook niet tijdens een brugopening van de Admiraliteitsbrug.

## Fotogalerij

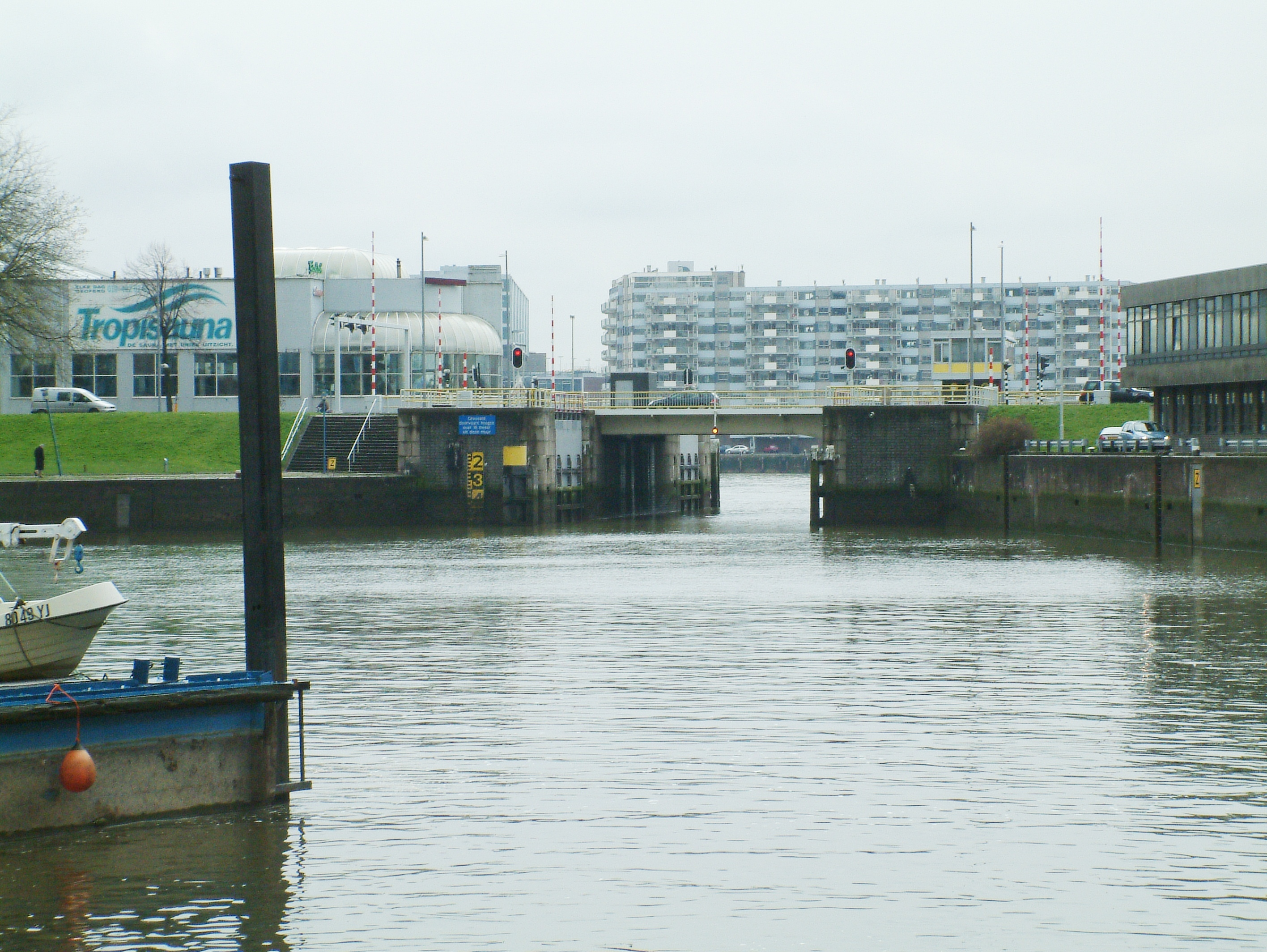
De Boerengatbrug (2008)
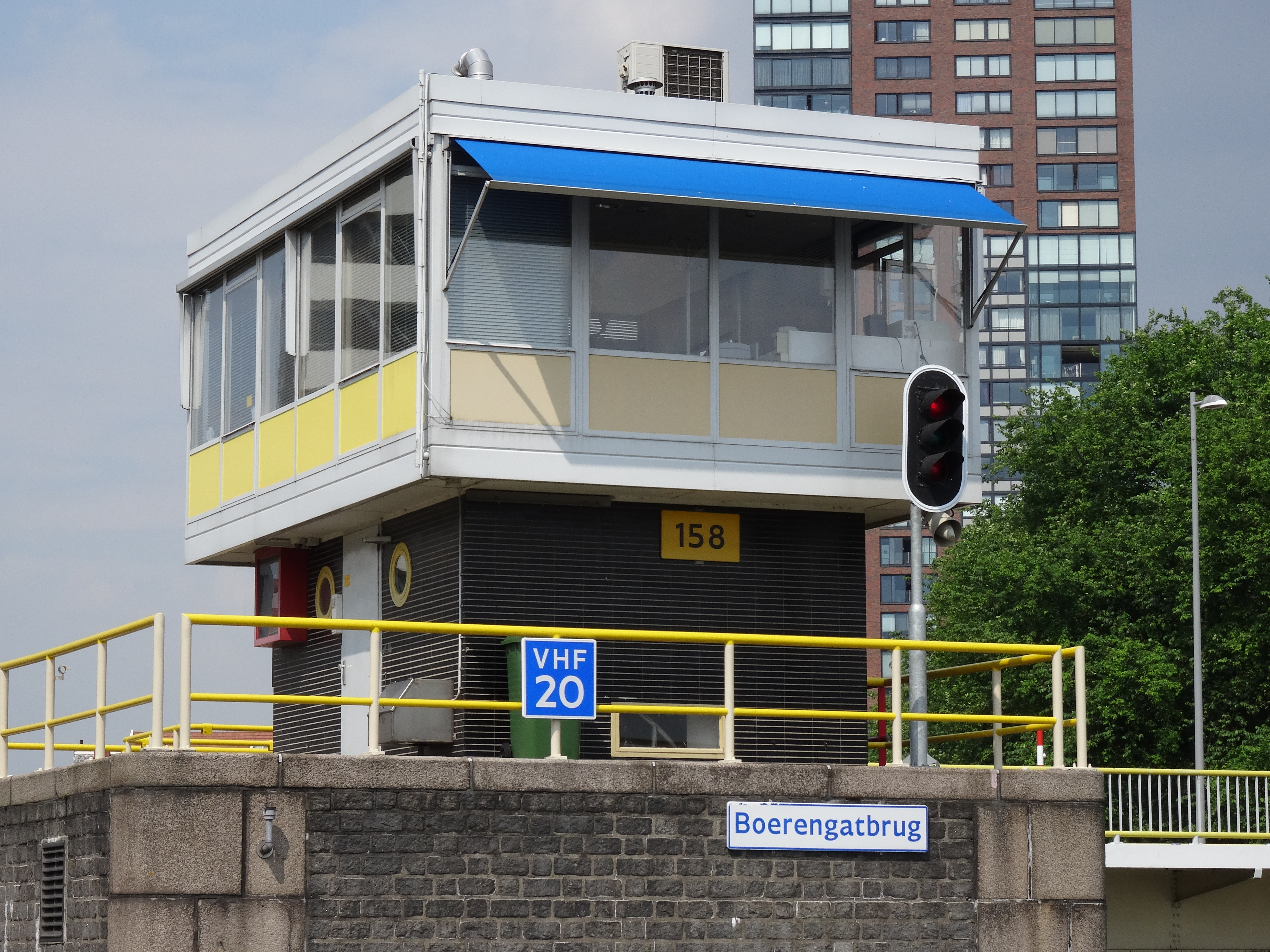
Brugwachtershuis (2013)